# Olius
Olius település Spanyolországban, Lleida tartományban. Olius Lladurs, Navès, Solsona, Clariana de Cardener, Riner, Llobera, Pinell de Solsonès és Castellar de la Ribera községekkel határos. Lakosainak száma 1003 fő (2024).

## Népesség
A település népessége az utóbbi években az alábbiak szerint változott:
| Lakosok száma | 223  | 522  | 577  | 475  | 472  | 610  | 814  | 902  | 986  | 1003 |
|               | 1717 | 1887 | 1936 | 1960 | 1986 | 2004 | 2009 | 2014 | 2019 | 2024 |